# Time Waits for No One
"Time Waits for No One" er en sang fra det engelske rock ‘n’ roll band The Rolling Stones. Sangen kom på deres 1974 album It's Only Rock 'n' Roll, og den var den første sang der blev indspillet til dette album .
Sangen blev skrevet af Mick Jagger og Keith Richards, og ”Time Waits for No One” er en langsommere sang end dem The Stones normalt er mest kendt for. 
På sangen synger Jagger, mens den elektriske og akustiske guitar blev spillet af Mick Taylor. Den rytmiske elektriske guitar blev spillet af Richards, mens Bill Wyman både spillede bass og synthesizer på nummeret. Trommerne spillede Charlie Watts, mens klaveret blev spillet af Nicky Hopkins. Perkussion blev spillet af både Mick Taylor og Ray Cooper. Koret bestod af Richards 
Jaggers sangtekst er en indviklet iagttagelse med refleksioner. Han taler ligesom en der er ved at lærer den egentlige betydning af livet, at, ligesom titlen fortæller, tiden ikke venter på nogle;
| Citat | Yes, star crossed in pleasure the stream flows on by; Yes, as we're sated in leisure, we watch it fly | Citat |
|       | |       |

| Citat | Drink in your summer, gather your corn; The dreams of the night time will vanish by dawn | Citat |
|       |                                                                                          |       |

”Time Waits for No One” er vigtigt, da den bliver anset som en af hovedårsagerne i at The Stones og Taylor gik hver til sit. På grund af sit store bidrag til sangen, havde Taylor regnet med at så kredit som medsangskriver, sammen med de normale sangskrivere Jagger/Richards. Men han fik det ikke. Det var denne afvisning, sammen med de andre Stones beslutning om at tage til München og begynde at indspille det næste album i stedet af tage på tour, der førte til Taylors afgang fra bandet.
Sangen findes kun på et opsamlingsalbum, nemlig Sucking in the Seventies fra 1981.

### Fodnote
1. ↑  Time Waits For No One by The Rolling Stones Songfacts
2. ↑  Time Waits For No One